# CS-140
La CS-140 (Carretera Secundària 140) és una carretera de la Xarxa de Carreteres d'Andorra, que comunica Sant Julià de Lòria a la CG-1 amb la Fontaneda. També és anomenada Carretera de la Fontaneda.
Segons la codificació de carreteres d'Andorra aquesta carretera correspon a una Carretera Secundària, és a dir, aquelles carreteres què comuniquen una Carretera General amb un poble o zona. Concretament, en aquest cas, enllaça la CG-1 a Sant Julià de Lòria amb la Fontaneda.
Aquesta carretera és d'ús local ja què només l'utilitzen los veïns de la Fontaneda, és una via amb gran quantitat de revolts tancats i alguns bastant perillosos.
La carretera té en total 6 km, al llarg del seu recorregut podem trobar la capella de Sant Mateu del Pui, aparcaments, etc.

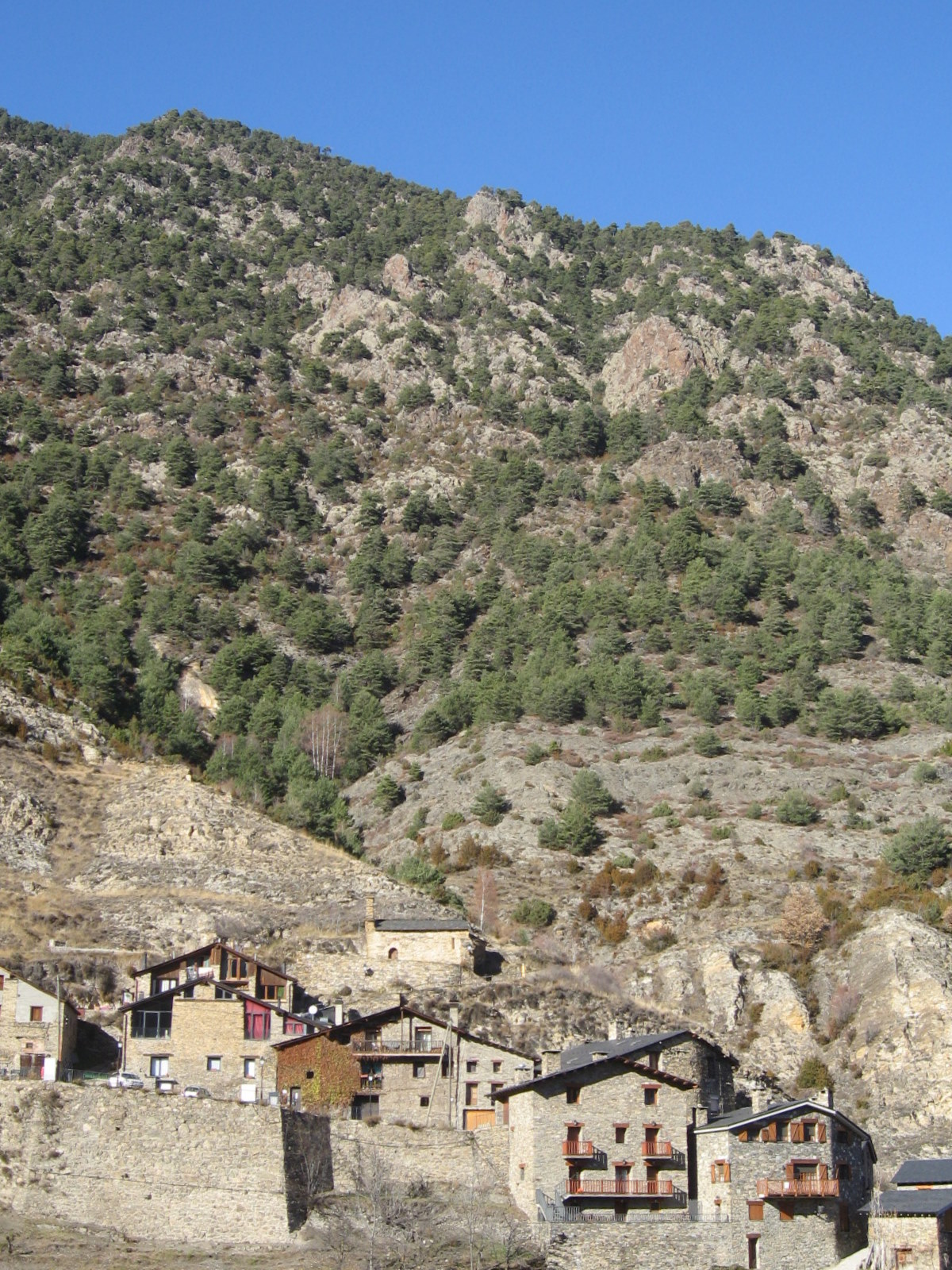
Fontaneda

## Recorregut[3]
- Inici: Sant Julià de Lòria, CG-1
- Sant Mateu del Pui
- Aparcament
- La Moixella, CS-141 (Carretera de la Moixella)
- Fontaneda

| Tipus de Sortida | Direcció de la sortida        | Carretera que hi enllaça | Qm  |
| ---------------- | ----------------------------- | ------------------------ | --- |
| CS-140           | Sant Julià de Lòria           | CG-1                     | 0   |
|                  | Sant Mateu del Pui Aparcament |                          | 2   |
|                  | La Moixella                   | CS-141                   | 4,5 |
|                  | Fontaneda                     | CS-111                   | 6   |